# Васильево-Ханжоновское сельское поселение
Васильево-Ханжоновское сельское поселение — муниципальное образование в Неклиновском районе Ростовской области.
Административный центр поселения — село Васильево-Ханжоновка.

## Административное устройство
В состав Васильево-Ханжоновского сельского поселения входят:
- село Васильево-Ханжоновка;
- хутор Благодатно-Егоровский;
- хутор Николаево-Иловайский;
- хутор Николаево-Козловский;
- хутор Петропавловский;
- хутор Пудовой;
- хутор Талалаевский;
- село Щербаково.

## Население
| 2010  | 2012  | 2013  | 2014  | 2015  | 2016  | 2017  |
| ----- | ----- | ----- | ----- | ----- | ----- | ----- |
| 1758  | ↗1760 | ↘1759 | ↘1732 | ↘1731 | ↗1749 | ↘1725 |
| 2018  | 2019  | 2020  | 2021  |       |       |       |
| ↘1692 | ↘1663 | ↘1658 | ↗1700 |       |       |       |

По переписи населения 2010 года проживало 1 758 чел., в том числе:
- русские — 1 580 (89,87 %)
- азербайджанцы — 59 (3,36 %)
- украинцы — 56 (3,19 %)
- молдаване — 11 (0,63 %)
- белорусы — 6 (0,34 %)
- корейцы — 6 (0,34 %)
- чеченцы — 4 (0,23 %)
- немцы — 3 (0,17 %)